# Mike Terranova
Mike Sergio Terranova (ur. 17 listopada 1976 w Madrycie) – włoski piłkarz urodzony w Hiszpanii, obecnie napastnik w klubie RW Oberhausen, z którym związany jest od 2006 r.

## Kariera klubowa
Karierę amatorską rozpoczął w 1983 r., zostając zawodnikiem VfB Günnigfeld. W tym klubie grał i rozwijał swoje umiejętności do 1995 r., kiedy to został zawodnikiem SG Wattenscheid 09. W sezonie 98/99 grał w 2. Bundeslidze, w której rozegrał 14 spotkań. W 2000 r. przeszedł do FC Gütersloh, który został wznowiony po raz kolejny w 2000 r. W tym zespole rozegrał 55 spotkań, strzelając 35 bramki. W 2002 r. został zawodnikiem  Eintracht Nordhorn, klubu który grał w Oberlidze. W barwach klubu rozegrał 50 spotkań, 18 razy strzelając do bramki rywali. Kolejnym klubem włoskiego piłkarza był Wuppertaler SV, do którego doszedł w 2003 r. Terranova był w tym klubie do 2005 r., ale w 38 spotkaniach nie zdobył ani jednej bramki. Terranova był w tym klubie często zmiennikiem i stąd głównie wynikała zerowa skuteczność.
Po krótkim powrocie do Wattenscheid, Terranova w 2006 r. podpisał kontrakt z Rot-Weiß Oberhausen. W sezonie 2006/2007 Terranova w 34 występach zdobył 22 bramki, co dało awans drużynie z Oberligi do Regionalligi. W sezonie 2007/2008 włoski napastnik rozegrał 36 spotkań, strzelając 17 bramek. Klub awansował do 2. Bundesligi w sezonie 2008/2009. 10 sierpnia 2008 r. RW Oberhausen zagrało z Bayerem 04 Leverkusen w pucharze Niemiec. Po 90. minutach był remis, więc potrzebna była dogrywka. W 97. minucie Terranova strzelił bramkę, dając prowadzenie swojej drużynie 2:1. Radość nie trwała jednak zbyt długo, bo Leverkusen zdołał odrobić straty po bramkach: Gekasa i Helmesa, który ustalił wynik w 111. minucie. W 2. Bundeslidze Terranova rozegrał 33 spotkania, 6 razy zdobywając gola. W sezonie 2009/2010 klub doszedł do 2. rundy pucharu Niemiec. W 1. rundzie RW Oberhausen wyeliminowało VfB Speldorf, wygrywając 3:0, gdzie Terranova strzelił bramkę na 2:0. W 2. rundzie klub przegrał 5:0 z Bayernem, odpadając z rywalizacji. Klub zakończył sezon na 14. pozycji, utrzymując się w 2. Bundeslidze, a Terranova strzelił 4. bramki w 34 spotkaniach. W sezonie 2010/2011, Terranova rozegrał 21 spotkań w klubie, strzelając 4. bramki. Klub nie zdołał utrzymać się w 2. Bundeslidze, spadając do 3. Bundesligi po zajęciu przedostatniego, 17. miejsca w tabeli. W sezonie 2011/2012, Terranova zagrał 34 razy w lidze, strzelając 4 bramki i dwukrotnie asystując. Klub po zajęciu przedostatniego miejsca spadł do Regionalligi.
Karierę zakończył w 2013 r., nie przedłużając kontraktu z RW Oberhausen, z którym związany był od 2006 r. Terranova rozegrał tam łącznie 229 spotkań, 67 razy zdobywając bramki.